# دانشگاه کاشان
دانشگاه کاشان بزرگ‌ترین و نخستین دانشگاه شهرستان کاشان است که در شهر راوند قرار دارد؛ این دانشگاه در سال ۱۳۵۲ خورشیدی تأسیس شد، هم‌اکنون حدود ۷۹۹۳ دانشجو دارد و ریاست آن بر عهدهٔ بهزاد سلطانی است. طبق رتبه‌بندی پایگاه استنادی علوم جهان اسلام، دانشگاه کاشان در میان حدود ۷۰ دانشگاه دولتی وزارت علوم در ردیف ۲۰ دانشگاه برتر ایران (رتبهٔ ۷ در میان دانشگاه‌های جامع ایران) قرار دارد؛ در این بین، پژوهشکده علوم و فناوری نانو، اولین پژوهشکده نانو کشور است و مرکز تحقیقات نجوم نیز یکی از مجهزترین رصدخانه‌های کشور را داراست؛ در مرکز رشد دانشگاه کاشان نیز بیش از ۶۰ واحد فناور مستقر هستند. بر طبق سند چشم‌انداز دانشگاه، درسال ۱۴۰۴ دانشگاه کاشان در ردیف پنج دانشگاه برتر کشور و با اعتبار بین‌المللی است.

## تاریخچه
دانشگاه کاشان به عنوان اولین مؤسسهٔ آموزش عالی در منطقهٔ کاشان در سال ۱۳۵۲ توسط محمود اسلامی تأسیس شد و مهرماه ۱۳۵۳خورشیدی با پذیرش ۲۰۰ دانشجو در دو رشتهٔ ریاضی و فیزیک در مقطع کارشناسی با نام مدرسه عالی علوم کاشان رسماً آغاز به کار کرد.

## دانشکده‌ها و رشته‌های تحصیلی
دانشگاه کاشان در حال حاضر ۱۲ دانشکده، ۱۴ پژوهشکده و مرکز پژوهشی دارد.

### رشته‌ها و گرایش‌های دانشکدهٔ ادبیات و زبان‌های خارجی
- زبان و ادبیات فارسی (دوره کارشناسی و کارشناسی ارشد و دکتری)
- زبان و ادبیات انگلیسی (دورهٔ کارشناسی ادبیات انگلیسی، دورهٔ کارشناسی مترجمی، دورهٔ کارشناسی ارشد آموزش انگلیسی)
- زبان و ادبیات عرب در گرایش‌های زبان و ادبیات عربی و مترجمی زبان عربی (دورهٔ کارشناسی، کارشناسی ارشد و دکتری)
- الهیات و معارف اسلامی (در گرایشهای علوم و قرآن حدیث، ادیان و عرفان، مدرسی معارف اسلامی و نهج‌البلاغه)

### رشته‌ها و گرایش‌های دانشکدهٔ علوم انسانی
- حقوق در گرایش‌های حقوق، حقوق خصوصی، حقوق جزا و جرم‌شناسی
- روان‌شناسی در گرایشهای روان‌شناسی عمومی و روان‌شناسی تربیتی
- علوم تربیتی در گرایشهای برنامه‌ریزی درسی و مدیریت آموزشی
- علوم اجتماعی در گرایشهای جامعه‌شناسی، پژوهشگری علوم اجتماعی، مطالعات فرهنگی و در مقطع دکتری در رشته جامعه‌شناسی مسائل اجتماعی ایران فعال است. گروه علوم اجتماعی این دانشگاه از گروه‌های موفق است.
- علوم ورزشی در گرایش‌های علوم زیستی ورزشی و فیزیولوژی ورزشی
- مدیریت و کارافرینی در گرایش‌های بازرگانی و کارآفرینی

### رشته‌ها و گرایش‌های دانشکدهٔ فیزیک
- فیزیک
- فیزیک/ماده چگال
- فیزیک/ اتمی مولکولی
- فیزیک/ ذرات بنیادی و نظریه میدان‌ها
- فیزیک/ هسته ای
- فیزیک/ پلاسما و لیزر
- نانو فیزیک
- فیزیک مهندسی
- فوتونیک

### رشته‌ها و گرایش‌های دانشکده شیمی
- شیمی فیزیک
- شیمی معدنی
- شیمی آلی
- شیمی تجزیه
- شیمی کاربردی
- شیمی محض
- نانو شیمی

### رشته‌ها و گرایش‌های دانشکده مهندسی
- مهندسی شیمی در گرایش‌های کاتالیست، ترموسینتیک، جداسازی، ترموسینتیک و کاتالیست، فرایندهای جداسازی، طراحی فرایند، پلیمر.
- مهندسی معدن در گرایش‌های استخراج، اکتشاف و فراوری مواد معدنی.
- مهندسی عمران در گرایشهای مهندسی عمران و طراحی سازه.
- مهندسی مواد و متالوژی در گرایشهای متالوژی صنعتی و شناسایی و انتخاب مواد مهندسی
- مهندسی صنایع

### رشته‌ها و گرایش‌های دانشکده مهندسی مکانیک
گرایش‌های مختلف مهندسی مکانیک در دانشکده مهندسی مکانیک دانشگاه کاشان:
- مکانیک جامدات
- سیستمهای دینامیکی و کنترل
- نیروگاه و انرژی
- طراحی کاربردی
- تبدیل انرژی
- ساخت و تولید

### رشته‌ها و گرایش‌های دانشکده معماری هنر
- مهندسی معماری در گرایشهای مهندسی معماری و تکنولوژی معماری.
- صنایع دستی
- فرش در گرایش‌های طراحی و رنگرزی، طراحی فرش، اقتصاد و مدیریت فرش، مواد اولیه و رنگرزی و مدیریت.
- باستان‌شناسی
- هنر اسلامی در گرایش سفال و سرامیک
- پژوهش هنر

### رشته‌ها و گرایش‌های دانشکده علوم ریاضی
- آمار و کاربردها (دوره کارشناسی)
- ریاضی کاربردی (دوره کارشناسی و کارشناسی ارشد و دکتری)
- ریاضی (دوره کارشناسی و کارشناسی ارشد و دکتری)
- علوم کامپیوتر (دوره کارشناسی)

### رشته‌ها و گرایش‌های دانشکده برق و کامپیوتر
- مهندسی برق

گرایش‌ها: قدرت، کنترل، الکترونیک، مخابرات
- مهندسی کامپیوتر

گرایش‌ها: نرم‌افزار، هوش مصنوعی

### رشته‌ها و گرایش‌های دانشکده منابع طبیعی و علوم زمین
- مهندسی طبیعت
- مهندسی منابع طبیعی در گرایشهای مرتع‌داری و آبخیزداری.
- طبیعت‌گردی (اکوتوریسم)
- گردشگری
- رشته گرایش‌های جغرافیا
- بیابان‌زدایی
- محیط زیست در گرایش محیط زیست و آلودگی‌های محیط زیست

## دانشکده مهندسی

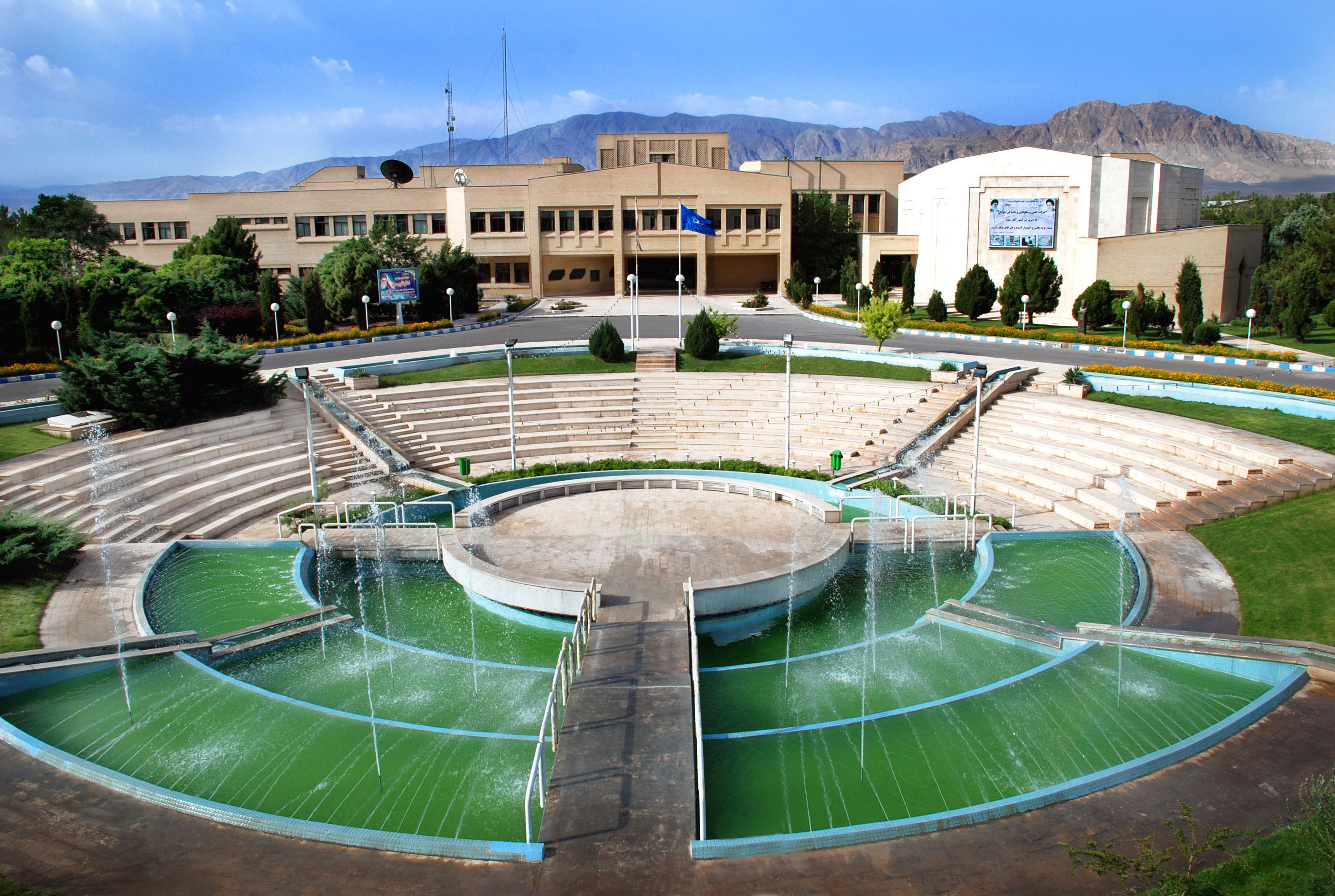
نمایی از در اصلی دانشگاه

شهرستان کاشان با داشتن شهرکهای صنعتی متعدد و نیز شرکتها و کارخانجات صنعتی زیادی که در محدوده خود جای داده است؛ یکی از قطبهای صنعتی کشور به‌شمار می‌رود. به گونه‌ای که از نظر تعداد شرکتهای صنعتی و حجم تولیدات آنها پس از چهارده استان دیگر به تنهایی در ردیف پانزدهم کشور قرار دارد.
دانشکده مهندسی دانشگاه کاشان در سال ۱۳۷۳ با پذیرش دانشجو در رشته مهندسی مکانیک گرایش حرارت و سیالات و با سیاست تربیت و تأمین نیروی انسانی متخصص و ماهر برای صنایع منطقه تأسیس و در محل ساختمان دانشکده مهندسی آیت‌الله یثربی (این ساختمان در حال حاضر دانشکده معماری و هنر می‌باشد) شروع به کار نمود. یک سال بعد یعنی در سال ۱۳۷۴، پذیرش دانشجو در رشته مهندسی برق گرایش الکترونیک در مقطع کارشناسی با مجوز وزارت علوم آغاز گردید. در سال ۱۳۷۸ رشته مهندسی مکانیک گرایش طراحی جامدات و رشته مهندسی شیمی گرایش فرایندهای شیمیایی به جمع رشته‌های دانشکده افزوده شد.
به دلیل نزدیکی راه و مسافت نسبتاً کوتاه دانشگاه کاشان به پایتخت هر ساله سر ریز دانشگاه‌های شهرهای تهران و اصفهان با رتبه‌های خوب وارد این دانشگاه می‌شوند.

## پژوهشکده‌های دانشگاه کاشان

### پژوهشکده‌های علوم و فناوری نانو
این پژوهشکده در رشته‌های علوم و فناوری نانو در مقطع کارشناسی ارشد و دکتری دانشجو می‌پذیرد.
گرایشها: نانومهندسی شیمی، نانوشیمی و نانوفیزیک.

### پژوهشکده اسانس‌های طبیعی
این پژوهشکده در شهر قمصر قرار دارد و در سال ۱۳۸۰ با اخذ موافقت اصولی موقت از وزارت علوم، تحقیقات و فناوری تأسیس شد و در سال ۱۳۸۳ موفق به اخذ موافقت اصولی دائم از این وزارتخانه گردید.
این مرکز فعالیت‌های علمی خود را در سه گروه پژوهشی:
1. استخراج و شناسایی ترکیبات اسانس و کاربری آنها
2. کشاورزی و اصلاح نژاد گیاهان اسانسی و دارویی
3. طراحی نیمه صنعتی و صنعتی پروسه‌های فرآورده‌های اسانس‌های طبیعی دنبال می‌کند

و در گرایش شیمی و فناوری اسانس و فیتوشیمی دانشجو می‌پذیرد.

### پژوهشکده فرش
پژوهشکده فرش ایران در سال ۱۳۸۲ با عنوان مرکز پژوهشی فرش ایران با اخذ موافقت اصولی دو ساله در دانشگاه کاشان در حوزه فرش دستباف فعالیت خود را آغاز نمود. با توجه به پتانسیلهای موجود در منطقه کاشان و حضور بیش از ۱۴۰۰ واحد تولید کارگاهی فرش ماشینی در این منطقه و همچنین نظر به اهمیت آن در امر صادرات و اشتغال زایی، این مرکز مصمم شد تا در این حوزه نیز فعالیت نماید؛ لذا دانشگاه کاشان به منظور انجام پژوهشهای کاربردی در زمینه‌های مختلف تولید فرش اعم از دستباف و ماشینی و بر اساس مصوبه مورخ ۹۱/۱۲/۱۲ شورای گسترش آموزش عالی در ارتباط با موافقت قطعی ارتقاء مرکز پژوهشی فرش به پژوهشکده فرش ایران، اقدام به تأسیس این پژوهشکده نموده است. هم‌اکنون محل فعالیت این پژوهشکده در خانه تاریخی عطارها واقع در مرکز شهر کاشان است.

## افتخارات دانشگاه کاشان
دانشگاه کاشان در سال‌های اخیر سرافرازی‌های بین‌المللی و ملی زیادی کسب کرده است:
۱. کسب رتبهٔ نخست دانشگاه کاشان در بهره‌وری پژوهشی در میان دانشگاه‌های کشور(۱۳۹۶)
۲. احراز رتبهٔ دوم در میان دانشگاه‌های ایران و رتبهٔ ۱۰۹ در میان دانشگاه‌های جهان بر اساس نظام رتبه‌بندی بین‌المللی گرین متریک در سال (2017)
۳. قرار گرفتن دانشگاه کاشان جزء ۱۰ دانشگاه برتر کشور (۱۳۹۵)
۴. قرار گرفتن دانشگاه کاشان جزو یک درصد برتر دانشگاه‌های جهان (۱۳۹۶)
۵. کسب رتبهٔ دوم دانشگاه کاشان در بین دانشگاه‌های جامع در حوزهٔ فناوری نانو (۱۳۹۶)
۶. کسب رتبه نخست دانشگاه کاشان در نظام رتبه‌بندی آسیایی تایمز ۲۰۱۹ در بین دانشگاه‌های جامع کشور (۱۳۹۷)
۷. رتبه نخست دانشگاه کاشان در نظام رتبه‌بندی لایدن (۱۳۹۸)
۸. طراحی و ابداع اولین زبان برنامه‌نویسی ایرانی «سید علی محمدیه» (۱۳۹۸)
۹. کسب رتبه پنجم دانشگاه کاشان در نظام رتبه‌بندی یورپ در میان دانشگاه‌های جامع کشور (۱۳۹۸)
۱۰. دانشگاه برتر در حوزه خیرین (۱۴۰۱)

## رؤسای دانشگاه
- محمود اسلامی (۱۳۵۲–۱۳۵۳)
- احسان الله احدیت (۱۳۵۳–۱۳۵۴)
- سیداحمد آرام‌فر (۱۳۵۴–۱۳۵۵)
- فیروز خوش‌ضمیر (۱۳۵۶–۱۳۵۷)
- محمود رهنما، حسین پورزاهد، غلامحسین ریاضی (۱۳۵۷–۱۳۵۸)
- علی شریف (۱۳۵۹–۱۳۷۲)
- تقی شامخی (۱۳۷۲–۱۳۷۵)
- مهدی معرفت (۱۳۷۵–۱۳۷۷)
- مجتبی شریعتی نیاسر (۱۳۷۷–۱۳۸۱)
- حسن دقیق (۱۳۸۱–۱۳۸۶)
- سید جواد ساداتی نژاد (۱۳۸۶–۱۳۹۰)
- کتابی عباس (۱۳۹۰–۱۳۹۳)
- عباس زراعت (۱۳۹۳–۱۴۰۰)
- کتابی عباس (۱۴۰۰–۱۴۰۳)
- بهزاد سلطانی (۱۴۰۳-اکنون)